# Certezza
La certezza (dal latino certus, metatesi di cretus, participio di cerno, "vaglio, risolvo, discerno") è lo stato, di solito effetto di un'evidenza, in cui l'individuo acquisisce la convinzione soggettiva, la persuasione, di aver raggiunto la sicura conoscenza di un fatto oggettivo..

## Storia del concetto
Vari filosofi hanno cercato di determinare le caratteristiche oggettive per cui un dato, se vero, possa dirsi certo: per questo aspetto il concetto di certezza nella storia della filosofia si accomuna a quello di verità e al metodo di valutazione degli elementi che la contraddistinguerebbero.

### Filosofia antica
Nel pensiero antico si assiste alla prevalenza degli aspetti oggettivi propri della certezza: per Platone e Aristotele la certezza infatti coincide con la stabilità; solo la permanenza nel tempo delle caratteristiche di un oggetto può assicurarci della certezza dell'essere oggettivo; delle cose mutevoli, invece, se ne può dedurre solo la probabilità.
Aristotele risolve il concetto di certezza nell'ambito del pensiero logico per cui solo in un ragionamento apodittico, la cui negazione è assurda o contraddittoria, vi è la garanzia di una certezza fondata oggettivamente. In questo lo Stagirita si oppone alla convinzione dei sofisti per i quali tramite il fascino della parola si poteva indurre nell'ascoltatore qualsivoglia certezza che l'abilità dell'oratore volesse produrre.

### Filosofia medioevale
Nell'uso comune del termine "certezza" si ha una nozione soggettiva che coincide parzialmente con il concetto di assenso per cui, volontariamente, l'intelletto, tramite un giudizio, aderisce alla percezione di un oggetto. Questa doppia caratteristica, percettiva e volontaria, permane nel medioevo quando la concezione della fede come verità rivelata e il riconoscimento dell'autorità dei Padri della Chiesa che l'hanno interpretata, segnano, all'inizio della Scolastica, la definizione della certezza nel suo aspetto soggettivo.
Questa coesistenza di sensibilità e volontà viene ripresa da San Tommaso per operare una distinzione tra
- la conoscenza delle cose terrene e naturali per le quali, per la loro immediata evidenza, sono sufficienti la sensibilità e la ragione,
- e le conoscenze rivelate che, non basandosi sull'apprensione sensoriale, richiedono un assenso messo in atto dalla volontà di ciascuno.[6]

### Filosofia moderna
Cartesio ha cercato di individuare i principi fondamentali che possono essere conosciuti con assoluta certezza. Per farlo si è servito di un metodo chiamato scetticismo metodologico: rifiutare come falsa ogni idea che può essere revocata in dubbio.
Con la prima regola del metodo, quella dell'evidenza coincidono verità e certezza, un concetto che ora unifica gli aspetti soggettivi e oggettivi. Con l'evidenza infatti si ha insieme chiarezza e distinzione delle idee e l'assenso soggettivo a esse.
L'identità cartesiana di "verità" e "certezza" prosegue in John Locke che l'amplia aggiungendovi la distinzione tra «certezza della verità», quando l'espressione linguistica è adeguata al contenuto ideale, e «certezza della conoscenza» che si ha quando vi sia accordo o disaccordo tra le sole idee.
La stessa identità è ripresa da G.W.Leibniz che la riferisce al concetto di «certezza morale» che si ha quando sia sostenuta dalle prove delle verità religiose:
La coincidenza di "verità" e "certezza" viene abbandonata da Giambattista Vico il quale riferisce la verità all'esistenza di un fatto reale (verum et ipsum factum convertuntur). «La filosofia contempla la ragione, onde viene la scienza del vero» mentre «la coscienza del certo» dipende dalla «autorità dell'umano arbitrio» determinato dal «sensus communis generis humani» cioè «un giudizio senz'alcuna riflessione, comunemente sentito da tutto un ordine, da tutto un popolo, da tutta una nazione o da tutto il genere umano.».
Per Immanuel Kant la certezza riguarda l'aspetto oggettivo, la "convinzione" quello soggettivo della scienza intesa come tale da offrire una sufficiente garanzia di verità di ciò che si crede escludendo da essa le domande assolute universali che trovano risposte solo come postulati della ragion pratica. Infatti
La certezza dunque si potrà raggiungere solo nell'ambito dei postulati della ragion pratica alla cui base non vi è un "so" ma un "voglio": «voglio che esista Dio, voglio che la mia esistenza in questo mondo sia anche un'esistenza nel mondo intelligibile, voglio che la mia durata sia senza fine.»
Per G.W.F.Hegel la certezza sensibile appartiene a una forma di sapere immediato che assicura solamente della esistenza di un io di fronte a un oggetto percepito al di fuori di ogni consapevolezza soggettiva. Tuttavia è in quest'atto che nasce la certezza sensibile della differenza tra il singolo io e la singola cosa e quindi la percezione che questo «immediato puro rapporto» tra l'io-soggetto e la cosa-oggetto comporta comunque una mediazione.
Nel XVII secolo nasce il concetto di certezza "scientifica" nell'ambito della verifica sperimentale dove si opera una sintesi pratica tra la certezza sensibile e quella appartenente alla logica-matematica.
La certezza nasce quindi da 

### Il pensiero contemporaneo
L'epistemologia contemporanea esclude dalla sua ricerca la possibilità per la scienza di giungere a certezze assolute e universali e ritiene che i criteri di verità vadano riferiti a parametri contingenti relativi ai sistemi adottati per attivarli. La certezza quindi è qualcosa di accettabile per convenzione che non ha più i caratteri soggettivi né quelli universalmente oggettivi a cui ci si riferiva in passato ma è qualcosa che varia in base al mutamento dei criteri adottati per ottenerla.
Il filosofo, teologo e fisico britannico John Polkinghorne a proposito della certezza scientifica ritiene che comunque la scienza possa evidenziare delle certezze negative: